# Partículas idênticas

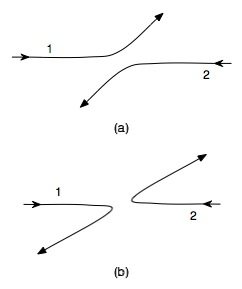
Ilustração

As partículas idênticas são partículas que não podem ser distinguidas entre si, inclusive em princípio. Tanto as partículas elementares como partículas compostas (como prótons ou átomos) são idênticas a outras partículas de sua mesma espécie.
Em física clássica, é possível distinguir partículas individuais em um sistema, inclusive se têm as mesmas propriedades mecânicas. Tanto se pode "etiquetar" ou "pintar" cada partícula para distinguí-la das demais, ou tanto se pode seguir com detalhe suas trajetórias. Entretanto, isto não é possível para partículas idênticas em mecânica quântica. As partículas quânticas estão especificadas exatamente por seus estados mecânico-quânticos, de forma que não é possível assinalar-se propriedades físicas ou "etiquetas" adicionais, além de um nível formal. Seguir a trajetória de cada partícula também é impossível, já que sua posição e seu momento não estão definidas com exatidão simultaneamente em nenhum momento (conforme o princípio da incerteza de Heisenberg).
Isso tem consequências importantes em mecânica estatística. Os cálculos em mecânica estatística baseiam-se em argumentos probabilísticos, que são sensíveis se os objetos estudados são idênticos ou não. Assim sendo, as partículas idênticas exibem um comportamento estatístico "massivo" marcadamente distinto daquele das partículas clássicas (distinguíveis). 

## Partículas idênticas e energia de intercâmbio
É possível elucidar estas afirmações com um pouco de detalhe técnico. A "identidade" das partículas está ligada à simetria dos estados mecanico-quânticos devido ao intercâmbio de etiquetas das partículas. Isto dá lugar a dois tipos de partículas, que se comportam de forma diferente, chamadas férmions e bósons. (Há também um terceiro tipo, anyons e sua generalização, pléktons).
Se considerarmos um sistema com duas partículas idênticas, pode-se supor que o vetor de estado de uma partícula é |ψ>, e o vetor de estado da outra partícula é |ψ′>. Pode-se representar o estado do sistema combinado, que é uma combinação não especificada dos estados de uma partícula, como:
{\displaystyle |\psi \psi ^{\prime }\rangle }.
Se as partículas são idênticas, então: 
(i) seus vetores de estados ocupam espaços de Hilbert matematicamente idênticos; e 
(ii) |ψψ′> e |ψ′ ψ> terão a mesma probabilidade de colapsar a qualquer outro estado multipartícula |φ>:
{\displaystyle |\langle \phi |\psi \psi ^{\prime }\rangle |^{2}=|\langle \phi |\psi ^{\prime }\psi \rangle |^{2}}
Esta propriedade se chama simetría de intercâmbio. Uma forma de satisfazer essa simetría é que a permutação só induza uma fase:
{\displaystyle |\psi \psi ^{\prime }\rangle =e^{i\alpha }|\psi ^{\prime }\psi \rangle }
Sem dúvida, duas permutações conduzirão à identidade (visto que as etiquetas voltarão a suas posições originais), donde se requer que e2iα = 1. Então, ou 
{\displaystyle |\psi \psi ^{\prime }\rangle =+|\psi ^{\prime }\psi \rangle }
que se chama um estado totalmente simétrico, ou
{\displaystyle |\psi \psi ^{\prime }\rangle =-|\psi ^{\prime }\psi \rangle }
que se chama estado totalmente antisimétrico.

## Férmions, bósons, anyones e pléktons
No tópico precedente, não se demonstrou que os estados totalmente simétricos ou antissimétricos sejam a única forma possível de se satisfazer a simetria de intercâmbio. Sem dúvida, é constatado empiricamente que as partículas encontradas na natureza têm estados quânticos que são totalmente simétricos ou totalmente antissimétricos, com exceções menores que são discutidas mais adiante. Por exemplo, os fótons sempre formam estados totalmente simétricos, e os eléctrons sempre formam estados totalmente antissimétricos.
As partículas que exibem estados totalmente antissimétricos se chamam férmions. A antissimetria total dá lugar ao princípio de exclusão de Pauli, que proíbe que férmions idênticos estejam no mesmo estado quântico; esta é a razão da tabela periódica, e da estabilidade da matéria. O princípio de exclusão de Pauli leva à estatística de Fermi-Dirac, que descreve sistemas de muitos férmions idênticos.
As partículas que exibem estados totalmente simétricos se chaman bósons. Diferentemente dos férmions, os bósons idénticos podem compartilhar estados quânticos. Por causa disso, os sistemas com muitos bósons idênticos se descrevem pela estatística de Bose-Einstein. Isso dá lugar a diversos fenômenos, como o laser, o condensado de Bose-Einstein e a superfluidez.
Há pelo menos uma exceção a esse esquema: em certos sistemas bidimensionais sujeitos a um campo magnético intenso, pode haver uma simetria "mista". Estas partículas exóticas, conhecidas como anyones (Não confundir com ânions!), são regidas pela estatística fracional. Este fenômeno foi observado em gases de elétrons bidimensionais que formam a capa de inversão nos MOSFETs.
Há uma estatística a mais, para os pléktons.
O Teorema da estatística do spin relaciona a simetria de intercâmbio de partículas idênticas com o seu spin. Afirma que os bósons têm spin inteiro, e os férmions têm spin semi-inteiro. Os anyones têm spin fracionário.

## Estatísticas
Foi dito que os bósons, os férmions e as partículas distinguíveis dão lugar a estatísticas diferentes. Isto pode ser demonstrado com um modelo de duas partículas:
Trata-se de um sistema de duas partículas, A e B, no qual cada partícula possa estar em dois possíveis estados, etiquetados |0> e |1>, de mesma energia. Se este sistema evolui no tempo, interagindo com um entorno "ruidoso" (intercambiando energia de forma aleatória), os estados se povoarão de forma aleatória (já que os estados |0> e |1> são energeticamente equivalentes). Ao cabo de certo tempo, o sistema se distribuirá probabilisticamente em todos seus estados possíveis.
Se A e B são partículas distinguíveis, o sistema composto tem quatro estados possíveis (e equiprováveis): |0>|0>, |1>|1>, |0>|1>, e |1>|0>. A probabilidade de obter as duas partículas no estado |0> é 0,25; a probabilidade de obter as duas no estado |1> é 0,25; e a probabilidade de obter uma no estado |0> e outra no estado |1> é 0,5.
Se A e B são bósons idênticos, o sistema composto só tem três estados possíveis: |0>|0>, |1>|1>, y 2-1/2(|0>|1> + |1>|0>). Quando se fizer a medição, a probabilidade de obter duas partículas no estado |0> será agora 0,33; a de obter as duas no estado |1> será 0,33; e a de obter uma em cada estado será 0,33.
Se A e B são férmions idênticos, só há um estado disponível ao sistema composto: o estado totalmente antissimétrico 2-1/2(|0>|1> - |1>|0>). Ao fazer a medição, inevitavelmente se encontrará que uma partícula está em estado |0> e a outra em estado |1>.
Os resultados se resumem na Tabela 1:
| Partículas    | Ambas 0 | Ambas 1 | Uma 0 e uma 1 |
| ------------- | ------- | ------- | ------------- |
| Distinguíveis | 0.25    | 0.25    | 0.5           |
| Bósons        | 0.33    | 0.33    | 0.33          |
| Férmions      | 0       | 0       | 1             |

Como se pode ver, até um sistema de duas partículas exibe diferente comportamento estatístico entre bósons, férmions e partículas distinguíveis. Nos artigos estatística de Fermi-Dirac e estatística de Bose-Einstein são estendidos estes princípios a um número maior de partículas, com resultados qualitativamente similares.